# Список умерших в 1906 году
В этой статье представлен список известных людей, умерших в 1906 году.
См. также: Категория:Умершие в 1906 году

## Январь
- 10 января — Людмила Волкенштейн (53) — российская революционерка.
- 13 января — Александр Попов (46) — русский физик и электротехник, профессор.
- 16 января — Стефан Кульженко (68) — украинский печатник, книгоиздатель.
- 18 января — Иван Бабушкин (33) — профессиональный революционер, большевик-искровец.
- 25 января — Джурабек — Шахрисабзский бек, один из основных противников русской армии во время Туркестанских походов, впоследствии генерал-майор русской армии.
- 25 января — Николай Стороженко (69) — русский ученый, литературовед, шекспировед.
- 29 января — Кристиан IX (87) — король Дании с 1863 до своей смерти, из династии Глюксбургов.

## Февраль
- 13 февраля — Николай Иванов (69) — крупнейший ташкентский предприниматель.

## Март
- 8 марта — Рудольф Ауспиц (68) — австрийский промышленник, экономист, политик и банкир еврейского происхождения.
- 10 марта — Шимон Шидловский — участник Польского восстания 1863 г.
- 11 марта — Иван Пулихов (26) — революционер, террорист, член партии социалистов-революционеров.
- 14 марта — Джордж Селт Коппин (86) — английский и австралийский актёр и театральный деятель.
- 19 марта — Никита Антоненко — член революционного судового комитета на мятежном крейсере «Очаков».
- 19 марта — Петр Шмидт (39) — революционный деятель.
- 22 марта — Мартин Вегелиус (59) — финский композитор, дирижёр, педагог и музыкально-общественный деятель.

## Апрель
- 1 апреля — Коста Хетагуров (46) — основоположник осетинской литературы, поэт, просветитель, скульптор, художник.
- 6 апреля — Роман Пилат (59) — польский литературовед, историк литературы, педагог, почëтный профессор, ректор Львовского университета Яна Казимира, создатель львовской научной историко-литературной школы.
- 10 апреля — Георгий Гапон (36) — русский православный священник, организатор массового шествия рабочих в день «Кровавого воскресенья» 9 (22)  января 1905 года, лидер христианского профсоюза «Собрание русских фабрично-заводских рабочих г. Санкт-Петербурга»; убит.
- 19 апреля — Пьер Кюри (46) — французский учёный-физик, один из первых исследователей радиоактивности, член Французской Академии наук, лауреат Нобелевской премии по физике за 1903 год; попал под экипаж.
- 19 апреля — Спенсер Гор (56) — английский теннисист, первый победитель Уимблдонского турнира в 1877 году.
- 19 апреля — Дэниел Хантингтон (89) — американский художник.

## Май
- 3 мая — Калина, Антоний (59) — польский славист, этнограф.
- 16 мая — Платон Мелиоранский (37) — русский востоковед-тюрколог.
- 23 мая — Генрик Ибсен (78) — норвежский драматург, основатель европейской «новой драмы», поэт и публицист; серия инсультов.
- 28 мая — Рудольф Книч (51) — немецкий химик-технолог.

## Июнь
- 17 июня — Гарри Нельсон Пильсбери (33) — американский шахматист.
- 25 июня — Стэнфорд Уайт (52) — американский архитектор; убийство.
- 28 июня — Григорий Чухнин (57 или 58) — русский военно-морской деятель; убийство.

## Июль
- 21 июля — Иван Блок — 13-й самарский губернатор (с февраля 1906); убит.
- 24 июля — Фердинанд фон Заар (72) — австрийский поэт и писатель.
- 31 июля — Михаил Герценштейн (47) — российский учёный-экономист, политический деятель.

## Август
- 6 августа — Джордж Уотерхаус (82) — премьер-министр Южной Австралии и Новой Зеландии.

## Сентябрь
- 1 сентября — Никанор Хржонщевский (70) — украинский и российский патофизиолог и гистолог, один из основоположников функционального патолого-гистологического направления в медицине.
- 4 сентября — Максимилиан Месмахер (64) — российский архитектор.
- 5 сентября — Людвиг Больцман (62) — австрийский физик-теоретик, основатель статистической механики и молекулярно-кинетической теории.
- 18 сентября — Эмилиан Адамюк (67) — выдающийся российский офтальмолог.

## Октябрь
- 1 октября — Кристиан Мали (73) — немецкий художник голландского происхождения.
- 18 октября — Фёдор Бейльштейн (68) — русский химик-органик.
- 25 октября — Тодор Бурмов (72) — деятель болгарского Национального Возрождения.
- 26 октября — Владимир Спасович (77) — русский юрист и правовед, польский публицист и критик, общественный деятель.

## Ноябрь
- 4 ноября — Хрисанф (Щетковский) (37) — епископ Русской православной церкви, епископ Елизаветградский, викарий Херсонской епархии. Духовный писатель.
- 10 ноября — Фёдор Мищенко (58) — профессор, русский историк античности, переводчик с классических языков, член-корреспондент Петербургской АН.
- 17 ноября — Георгий Хорото — рязанский полицмейстер.
- 23 ноября — Николай Барсуков (68) — русский дворянин, археограф, историк и библиограф.

## Декабрь
- 4 декабря — Викентий Шерцль — чешский и российский филолог.
- 9 декабря — Фердинанд Брюнетьер (57) — французский писатель, критик.
- 10 декабря — Николай Гарин-Михайловский (54) — русский писатель; паралич сердца.
- 25 декабря — Михаил Коновалов (48) — русский химик-органик.
- 27 декабря — Владимир Давыдов (35) — племянник П. И. Чайковского.
- 31 декабря — Фридрих Гумперт (65) — немецкий валторнист и музыкальный педагог.